# 梵鱼寺
梵鱼寺（：／ Beomeosa）位于韓國釜山廣域市金井山山麓，是韩国的主要佛寺之一。
梵鱼寺是新罗文武王18年，义湘大师所建。据地理志《东国与地胜览》记载：“金井山的山脊上有一井，呈金色，有金色鱼乘五色云自天而下至井内玩耍，故得名金井山、梵鱼寺。”
1592年，壬辰倭乱时期，梵鱼寺被烧毁。目前的建筑是1713年所建。 
梵鱼寺年有众多历史古迹，其中大雄殿和三层石塔已被列为韩国国宝。

## 图片集

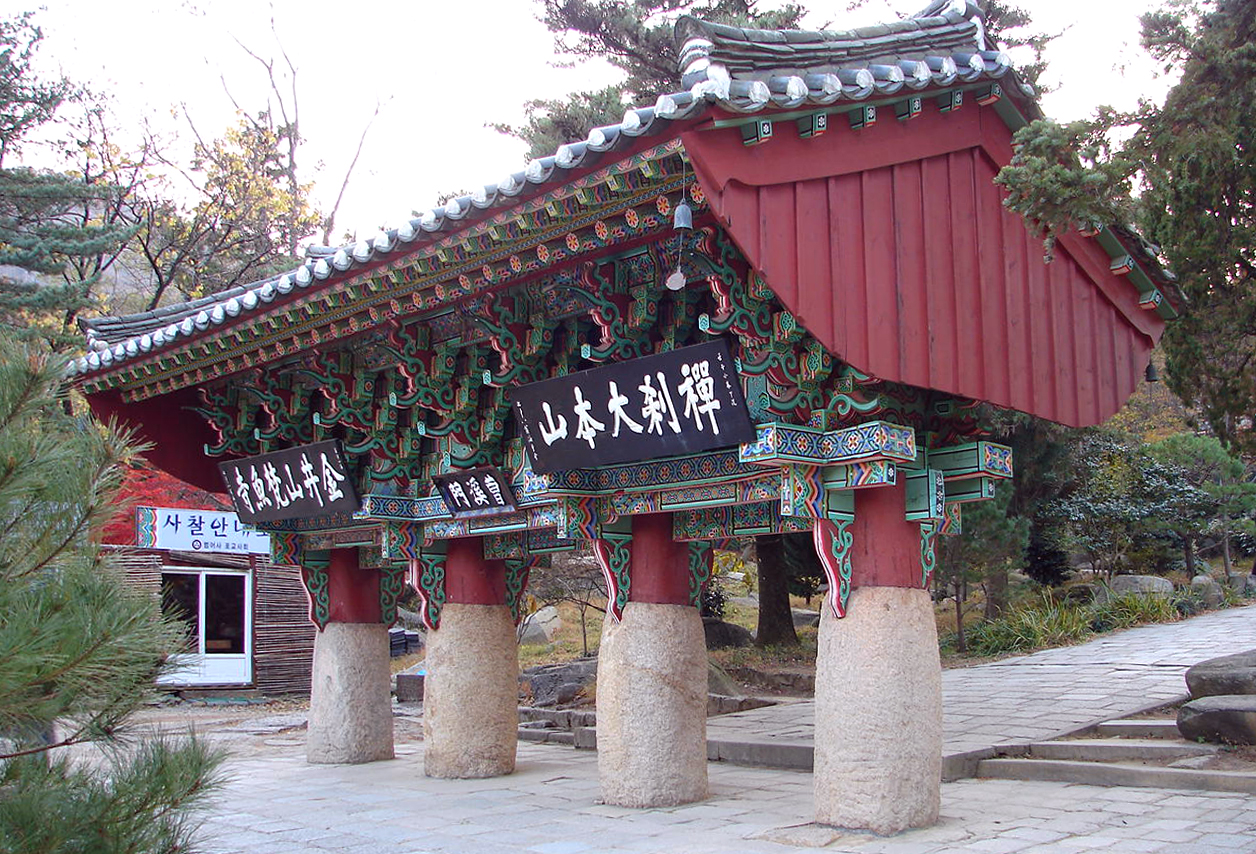
梵鱼寺第一道大门
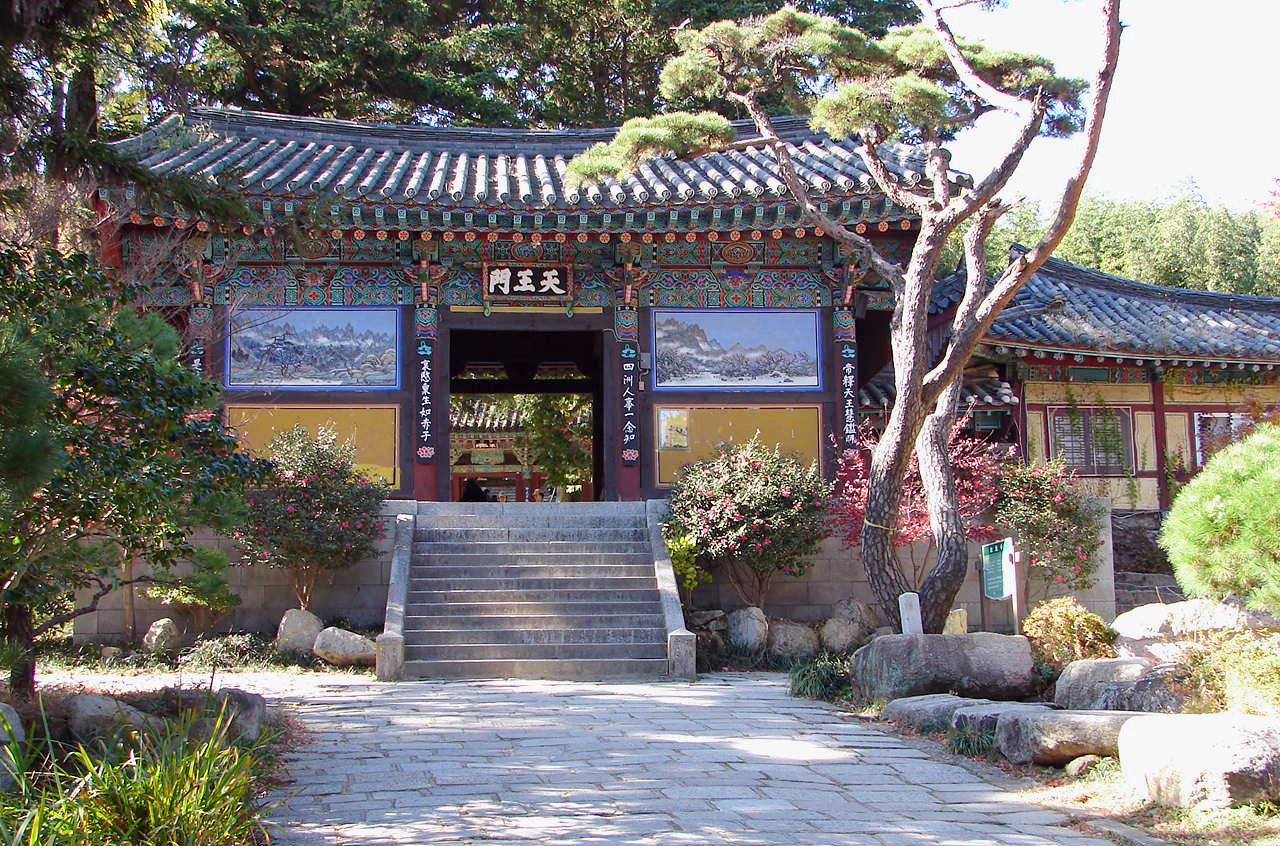
梵鱼寺第二道大门
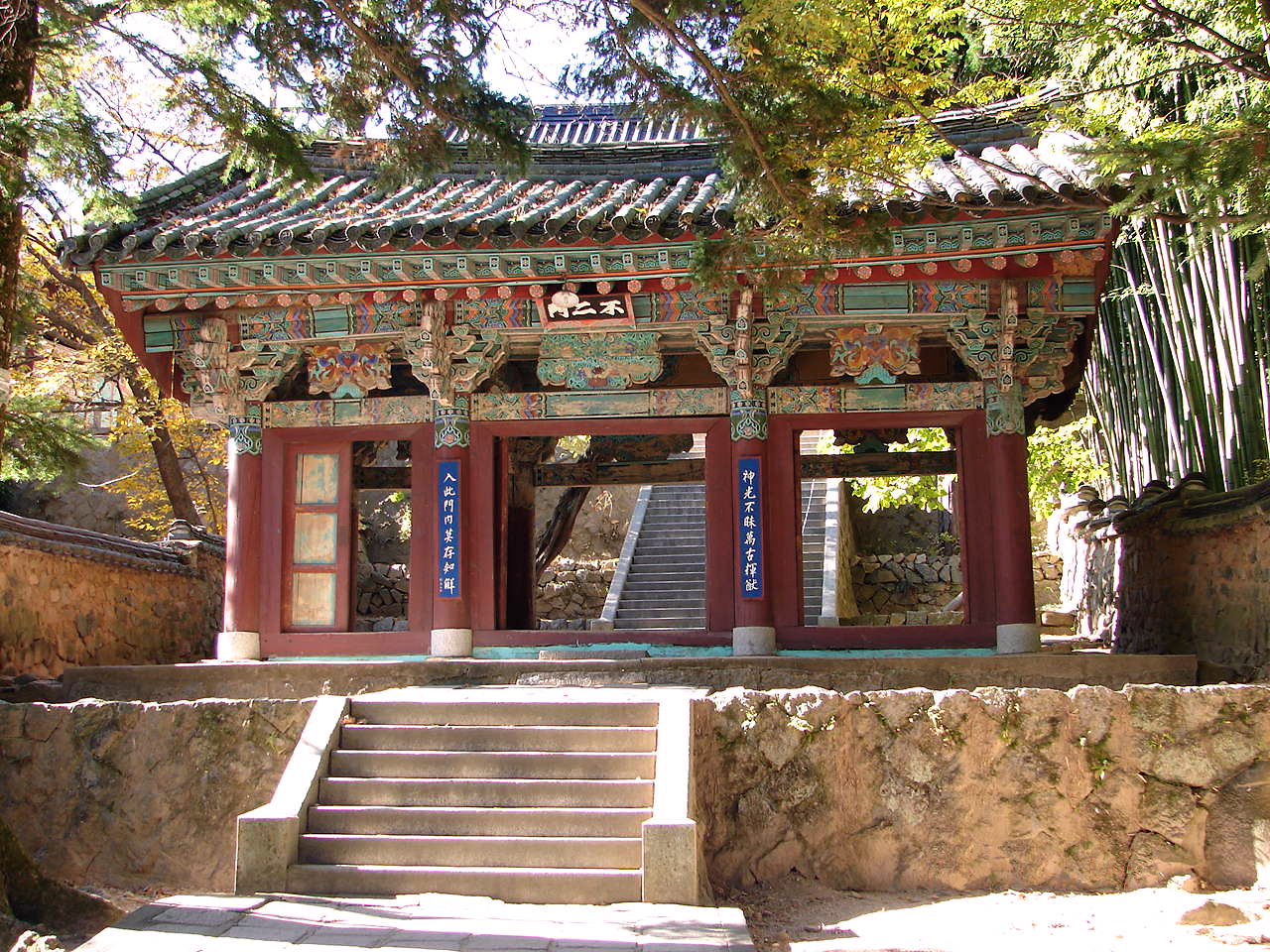
梵鱼寺第三道大门
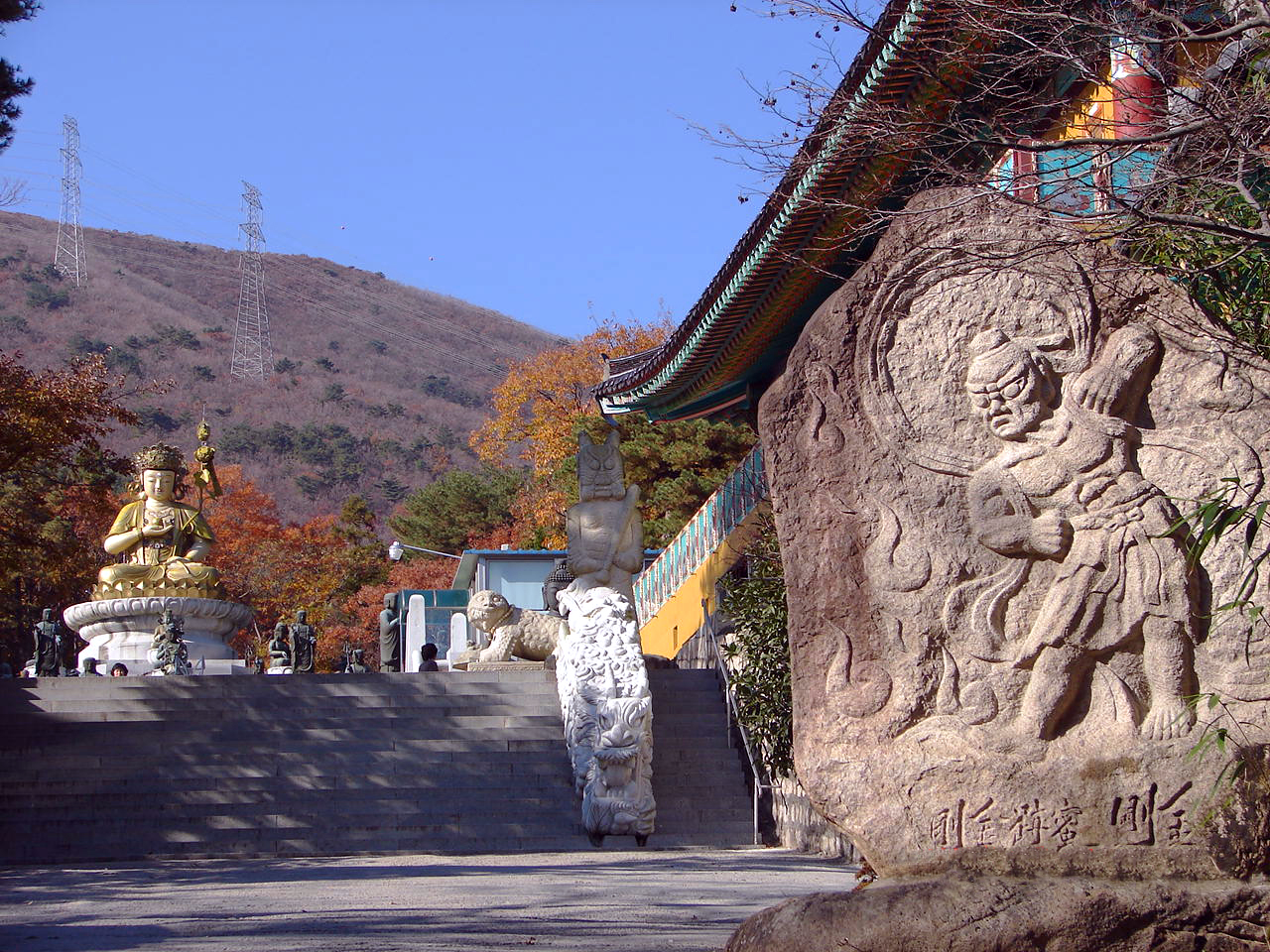
青蓮庵
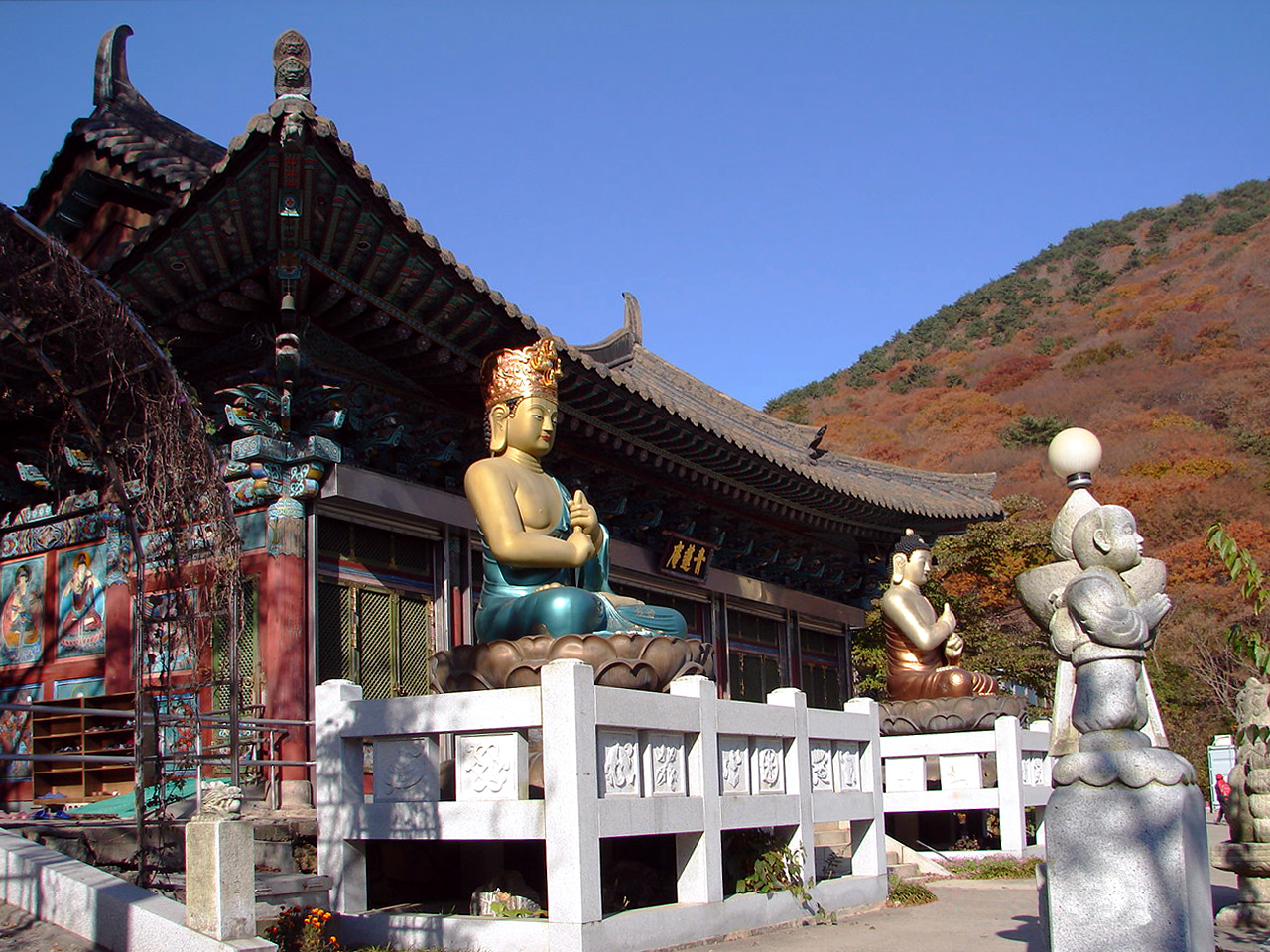
青蓮庵
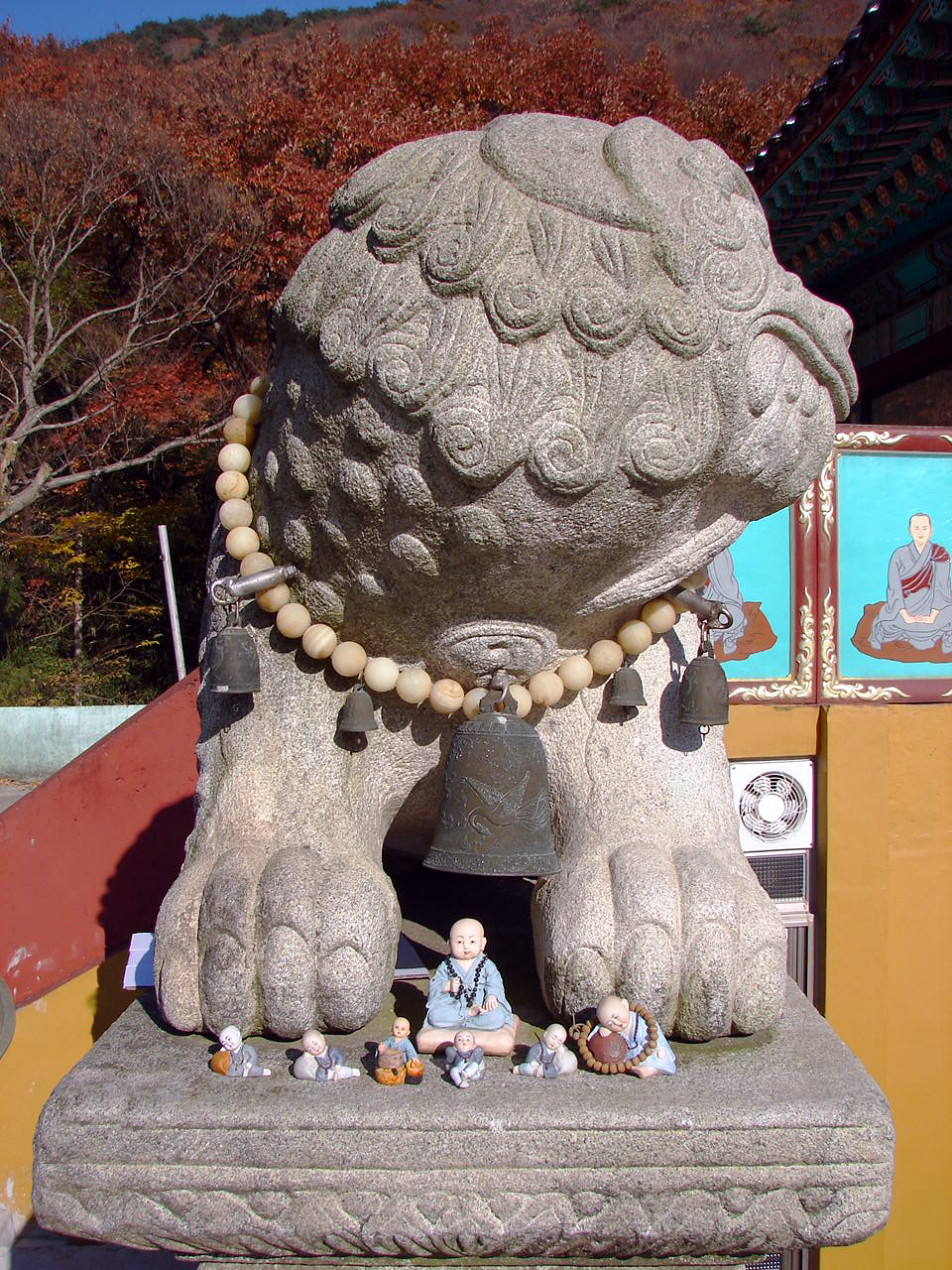
青蓮庵
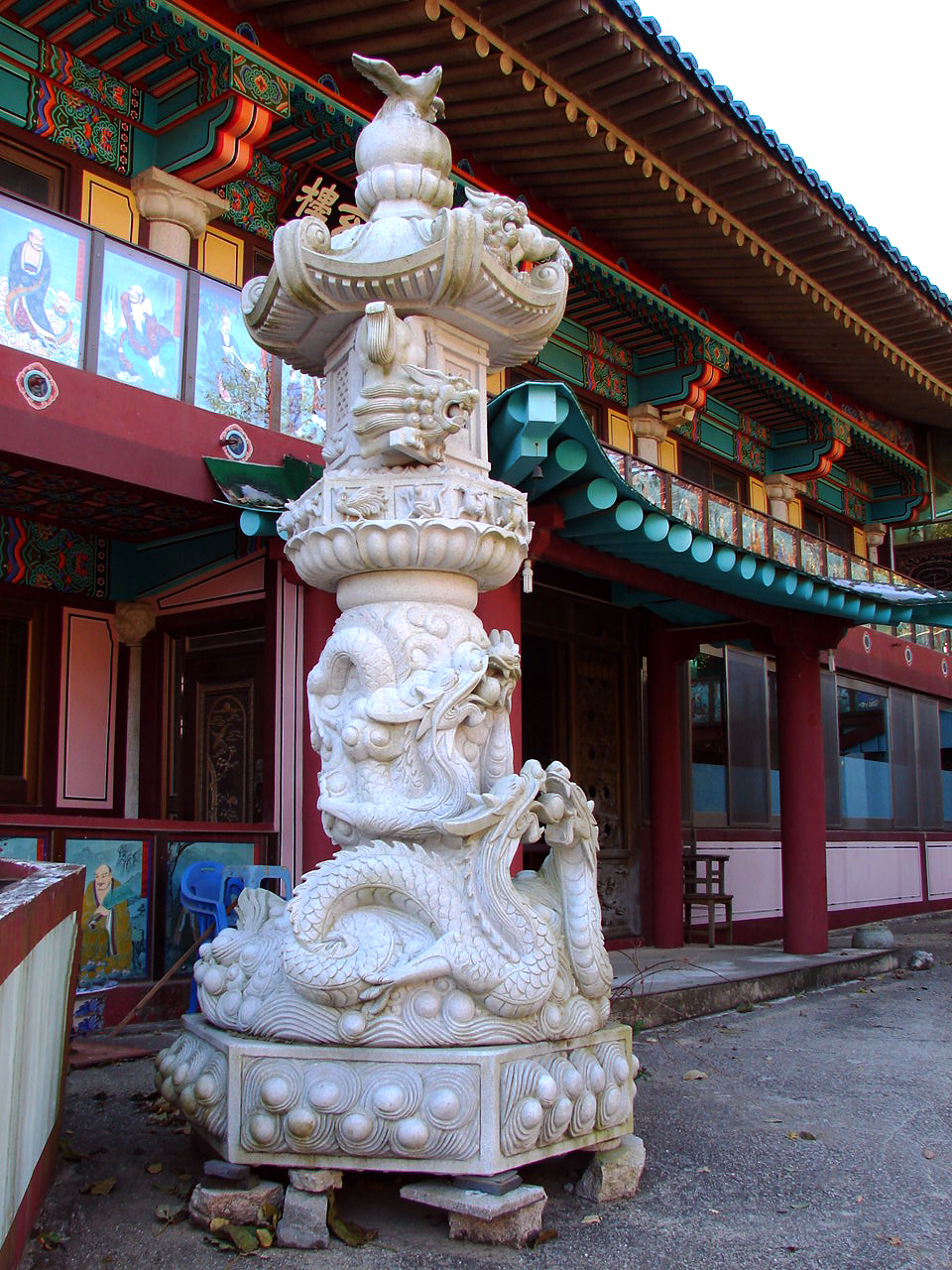
青蓮庵
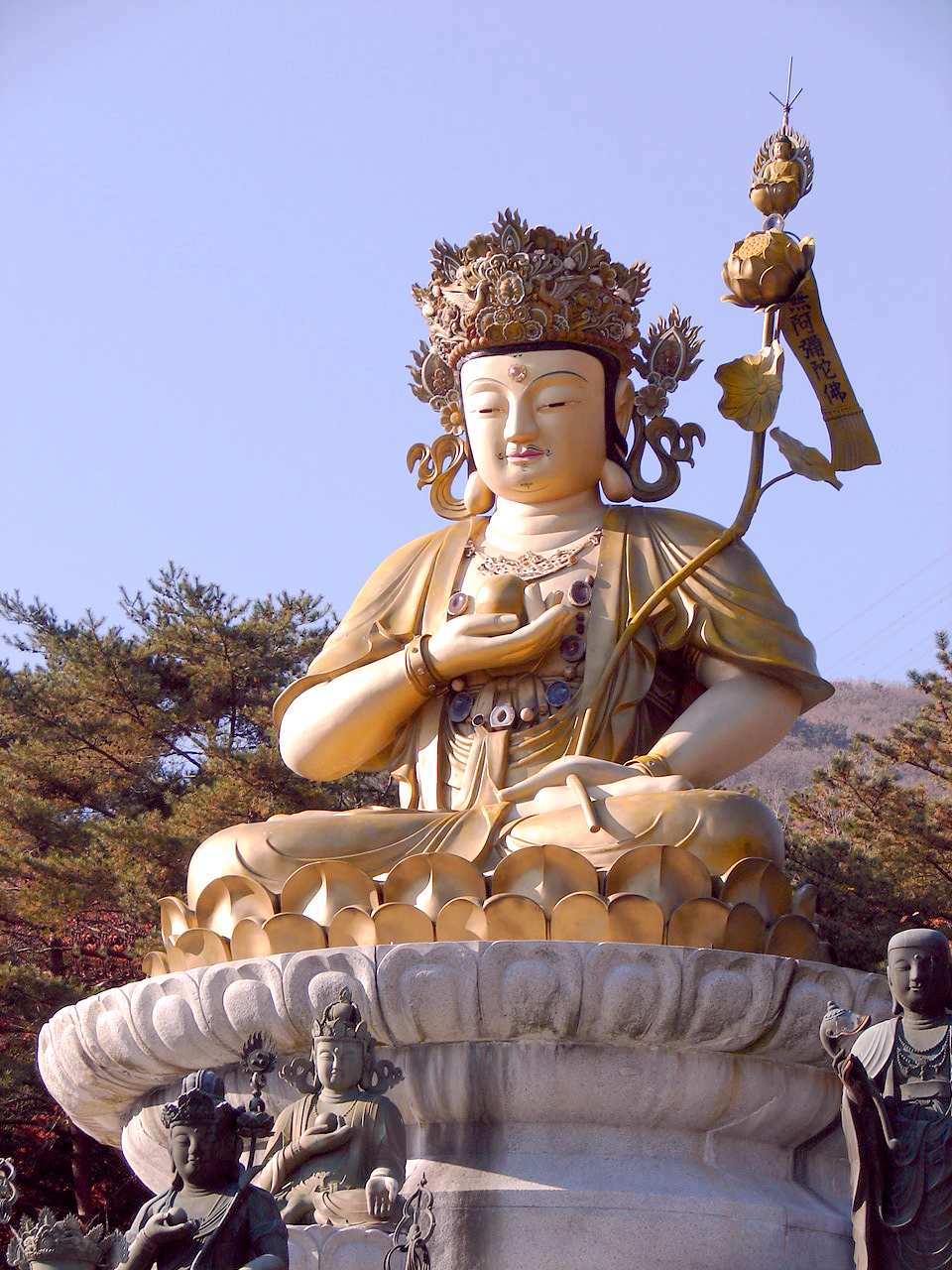
青蓮庵